# Willem Arondéus

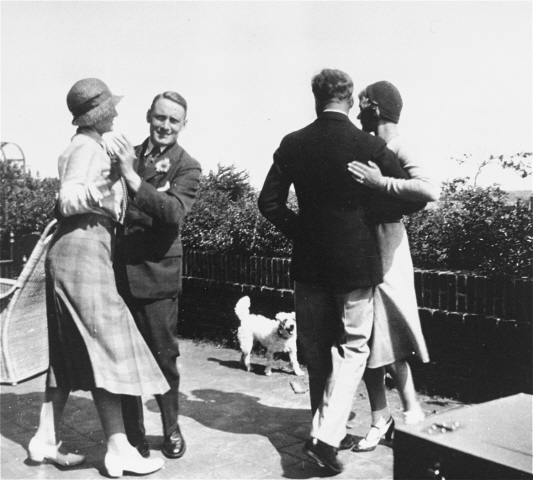
Arondéus (links) en Adriaan Roland Holst dansen op een tuinfeest, Aerdenhout 1931.

Willem Johan Cornelis Arondéus (Naarden, 22 augustus 1894 – Haarlem, 1 juli 1943) was een Nederlandse beeldend kunstenaar, illustrator, tapijtwever, auteur en verzetsstrijder tijdens de Tweede Wereldoorlog die openlijk voor zijn homoseksualiteit uitkwam. Hij is vanwege zijn verzet geëxecuteerd door de Duitse bezetters en heeft postuum diverse onderscheidingen gekregen, waaronder die van Rechtvaardige onder de Volkeren.

## Naam
Zijn naam wordt gewoonlijk geschreven zoals hij hem zelf schreef: Arondéus. Met het accent wilde hij waarschijnlijk de gewenste uitspraak bewerkstelligen. Voor intimi was hij Tiky.

## Jeugd en ontwikkeling
Willem Arondéus werd geboren in Naarden als de jongste zoon van Hendrik Cornelis Arondeus en Catharina Wilhelmina de Vries. Zijn vader was brandstoffenhandelaar, zijn moeder dreef 's zomers met enkele dochters een uitspanning. Spoedig na zijn geboorte verhuisden zijn ouders naar Amsterdam, waar ze een kostuumverhuurbedrijf voor toneelspelers begonnen. In 1907 werd Willem Arondéus aangenomen op de Quellinusschool in Amsterdam (de latere Gerrit Rietveld Academie), waar hij de opleiding decoratief schilderen volgde. Volgens Stephen Fry is zijn beeldend werk beïnvloed door Aubrey Beardsley, die werk van Oscar Wilde illustreerde.

## Werkzaamheden
Na het voltooien van zijn opleiding woonde hij in diverse plaatsen in Nederland. Eerst in Het Gooi waar hij met andere kunstenaars in contact kwam en goed bevriend raakte met de dichter Adriaan Roland Holst. Deze zou hem zijn hele carrière beïnvloeden en inspireren. Na een kort verblijf in Parijs ging hij in 1920 op Urk wonen en daarna te Breukeleveen. Zijn bekendheid als kunstenaar groeide, waardoor hij opdrachten voor kalenders, affiches kreeg. In 1923 maakte hij een reclameposter voor de kerstzegels van Jan Toorop en sluitzegels voor de PTT. Hij gebruikte veel verschillende technieken en materialen, zo weefde hij tapijten en maakte hij wandschilderingen, gravures en pentekeningen.
Zijn echte doorbraak kwam toen hij in 1923 de opdracht kreeg om een wandschildering te maken in het stadhuis van Rotterdam. In diezelfde periode illustreerde hij gedichten van J.H. Leopold, P.C. Boutens en Martinus Nijhoff en maakte hij ook een gravure voor het gedicht 'De Stervende' van Adriaan Roland Holst. Van 1930 tot 1933 was hij bezig met een volgende grote opdracht, het vervaardigen van negen wandtapijten met de wapens van alle Noord-Hollandse gemeenten. Deze hangen tot de dag van vandaag in de Statenzaal in het Provinciehuis te Haarlem. In 1933 schilderde hij op de drie kalkmuurvlakken van het consultatiebureau van de Gemeentelijke Geneeskundige en Gezondheidsdienst Amsterdam drie taferelen die de jacht, de visserij en de landbouw afbeelden, gegroepeerd rondom de wetenschap. In 1935 begon hij aan een carrière als auteur. Voor zijn debuutroman Het Uilenhuis uit 1938 kreeg hij van uitgeverij Kosmos een eervolle vermelding. Ook zijn tweede roman, In de Bloeiende Ramenas werd goed ontvangen, hoewel zijn lyrische, breedsprakige schrijfstijl ook kritiek kreeg van de recensenten. In 1939 verscheen zijn eerste kunsthistorische boek, een omvangrijke biografie van Matthijs Maris, die wordt beschouwd als zijn beste werk. In 1941 publiceerde hij een boek over de monumentale schilderkunst in Nederland.

## Homoseksualiteit
Arondéus was een eigenzinnige man die al vroeg en tegen de mores van die dagen in openlijk voor zijn homoseksuele geaardheid uitkwam. Dit was gedurfd en ongewoon, zelfs in de liberale kunstenaarskringen waarin hij verkeerde.

## Tweede Wereldoorlog
Tijdens de Tweede Wereldoorlog realiseerde Arondéus zich dat de eis van de bezettende autoriteit dat alle Joden zich moesten laten registreren niet voor hun eigen veiligheid was, zoals de Duitsers beweerden. Hij zag in dat deze registratie geschiedde om een toekomstige deportatie mogelijk te maken. Sommigen spanden zich toen reeds in om Joden onder te laten duiken bij de lokale bevolking. Daarvoor vervalsten verzetsgroepen persoonsbewijzen en andere documenten.

### Verzetsactiviteiten
Arondéus was lid van een van deze verzetsgroepen, de Raad van Verzet. Hij falsificeerde met Frans Duwaer, Willem Sandberg en Gerrit van der Veen persoonsbewijzen en schreef de zogenaamde Brandarisbrieven, waarin hij culturele collaboratie door Nederlandse kunstenaars hekelde en opriep tot verzet tegen de bezetter en de Cultuurkamer. In 1942 ging de Brandarisbrief op in het kunstenaars verzetsblad De Vrije Kunstenaar, opgericht door de musicus Jan van Gilse.
Al snel gingen de Duitsers de door Arondéus en anderen vervalste documenten vergelijken met de gegevens van de verschillende bevolkingsregisters, waardoor de vervalsingen aan het licht kwamen. Om die vergelijking onmogelijk te maken en om te voorkomen dat de Duitsers gemakkelijk Joodse inwoners konden opsporen, werd op 27 maart 1943 een bomaanslag gepleegd op het bevolkingsregister aan de Plantage Middenlaan te Amsterdam. Arondéus was medeorganisator en vermomd als politieman drong hij met een groep verzetsstrijders samen met onder meer Gerrit van der Veen op 27 maart 1943 het gebouw binnen. Op aanwijzing van de dichter Martinus Nijhoff, die oud-officier van de genie was, werden explosieven geplaatst, waarmee het gebouw werd opgeblazen.

### Arrestatie en executie

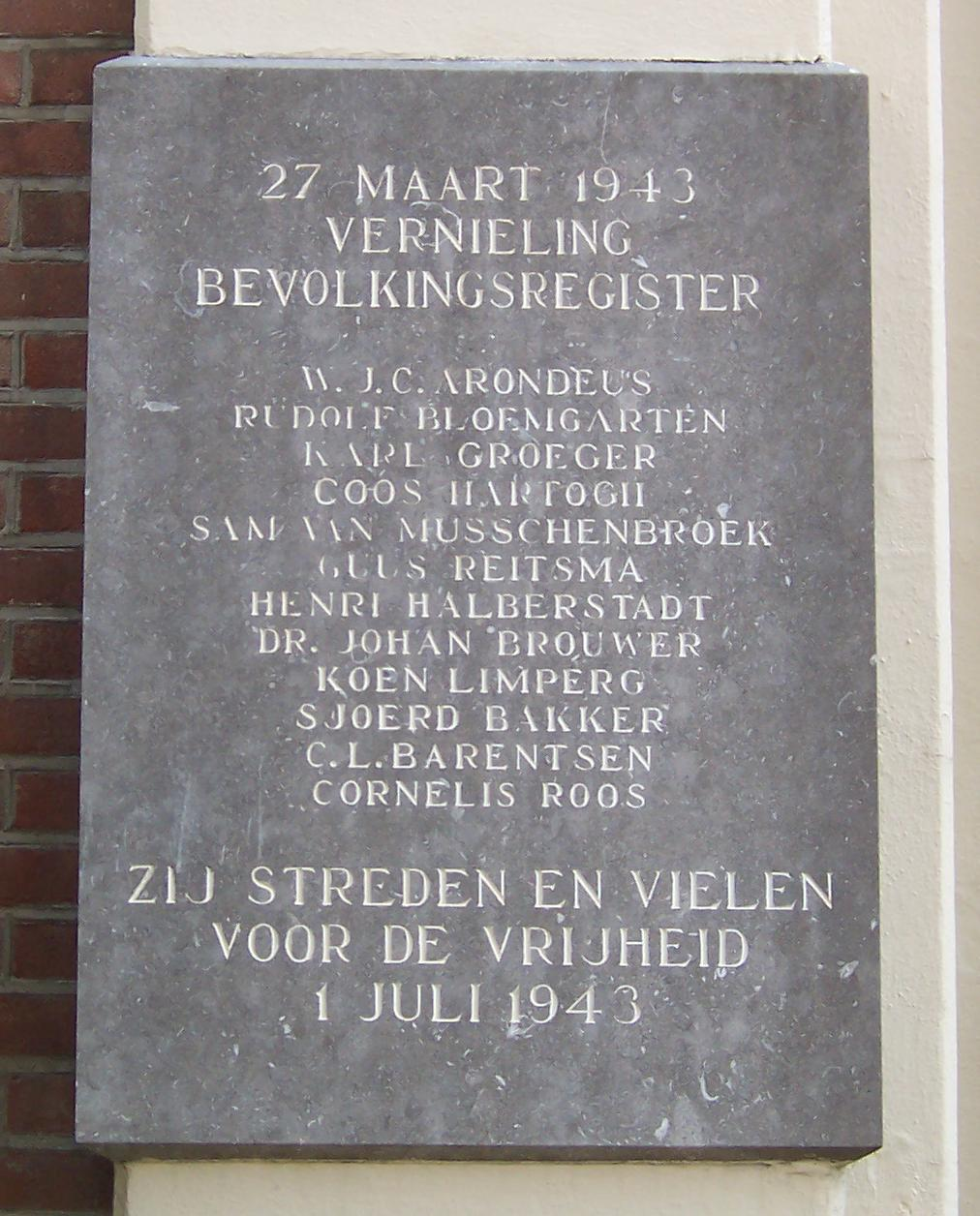
Herdenkingssteen voor de deelnemers aan de aanslag op het bevolkingsregister in Amsterdam

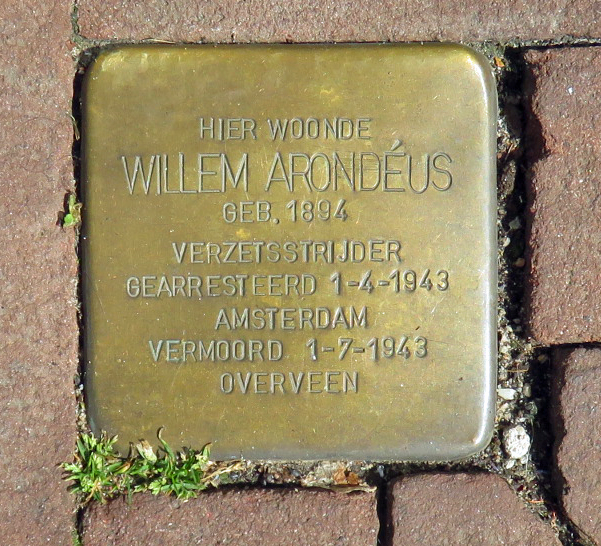
Stolperstein voor Willem Arondéus bij zijn voormalige woning aan het Singel 65-F in Amsterdam

Binnen een week na de aanslag werden Arondéus en alle andere leden van de groep gearresteerd. Hij zat gevangen in het Huis van Bewaring aan de Weteringschans. Hier schreef hij in zijn laatste brief aan een vriendin: 
"Er is alleen verwondering omdat het zo licht is om in liefde van het leven te scheiden, zoo blij is om, wat je achterlaat, zonder bitterheid te gedenken."
Hij werd na een proces geëxecuteerd op 1 juli 1943. Vlak voor hij gefusilleerd werd verzocht Arondéus zijn advocate:
"Zeg de mensen dat homoseksuelen niet per definitie zwakkelingen zijn."

## Verdere personalia
Op Urk, waar hij in de jaren 20 woonde, had Arondéus een relatie met de visser Jurie. Van 1932 tot 1941 had hij een verhouding met de Apeldoornse groenteboer Gerrit Jan Tijssen, met wie hij eerst in Apeldoorn samenwoonde en later in Amsterdam. In 1941 keerde Tijssen terug naar Apeldoorn, omdat het door de verzetsactiviteiten van zijn vriend te gevaarlijk werd om nog langer samen te blijven in Amsterdam.

## Erkenning
Na de bevrijding in 1945 ontving Arondéus postuum een medaille van de Nederlandse regering. Hij werd herbegraven op de Eerebegraafplaats Bloemendaal, vak 18.
De deelnemers aan de overval op het bevolkingsregister zijn, deels postuum, voor hun verzetswerk onderscheiden, maar Arondéus werd pas in 1984 het Verzetsherdenkingskruis toegekend. Aangenomen wordt dat zijn seksuele geaardheid de reden was voor de ontbrekende publieke erkenning gedurende vele jaren. Tevens werd hem in 1986 de onderscheiding Rechtvaardige onder de Volkeren toegekend voor zijn hulp aan de Joden tijdens de Tweede Wereldoorlog.
In Amsterdam-Geuzenveld, Haarlem, Middelburg en Vlaardingen zijn straten naar hem genoemd. Alleen die in Haarlem gebruikt het accent.
In 2021 eerden de Nederlandse kunstenaar Sarah van Sonsbeeck en De Balie Arondéus met een roze driehoekig taartje als eetbaar monument, de Willem Arondéus schuimtaart.
In 2023 maakte Stephen Fry de documentaire "Willem & Frieda. Defying Nazis" over de rol van Frieda Belinfante en Willem in het verzet. Deze is met Nederlandse ondertiteling uitgezonden in 2Doc.
In juli 2025 ging de musical Willem & Frieda: Roze Verzet in première in DeLaMar in Amsterdam over Frieda Belinfante en Willem Arondéus als queer verzetshelden. De rol van Arondéus werd vertolkt door Freek Bartels.

## Werk van Arondéus

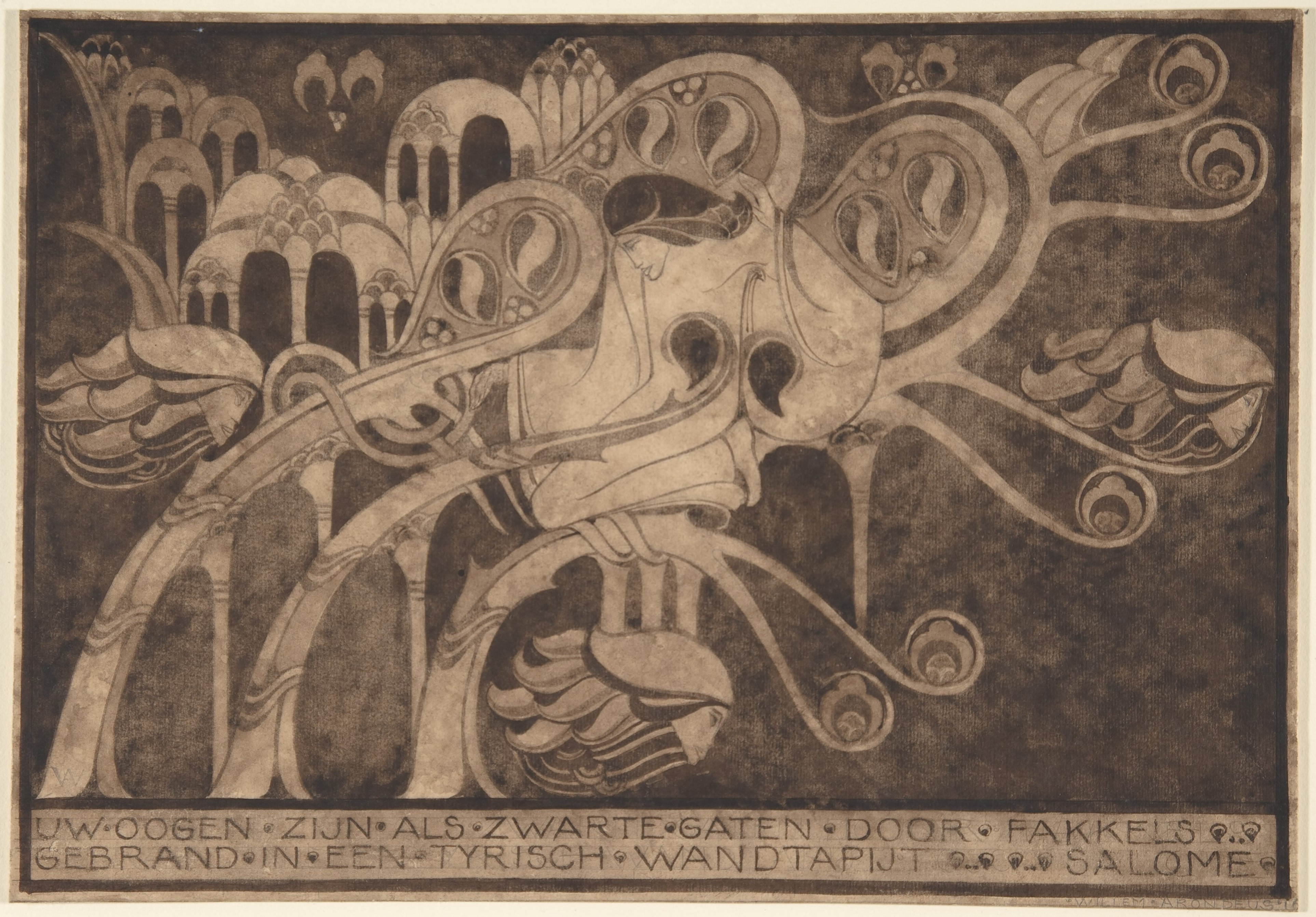
Salome, 1916
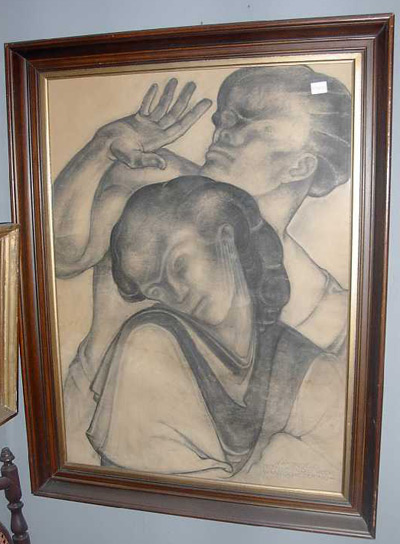
Potloodtekening
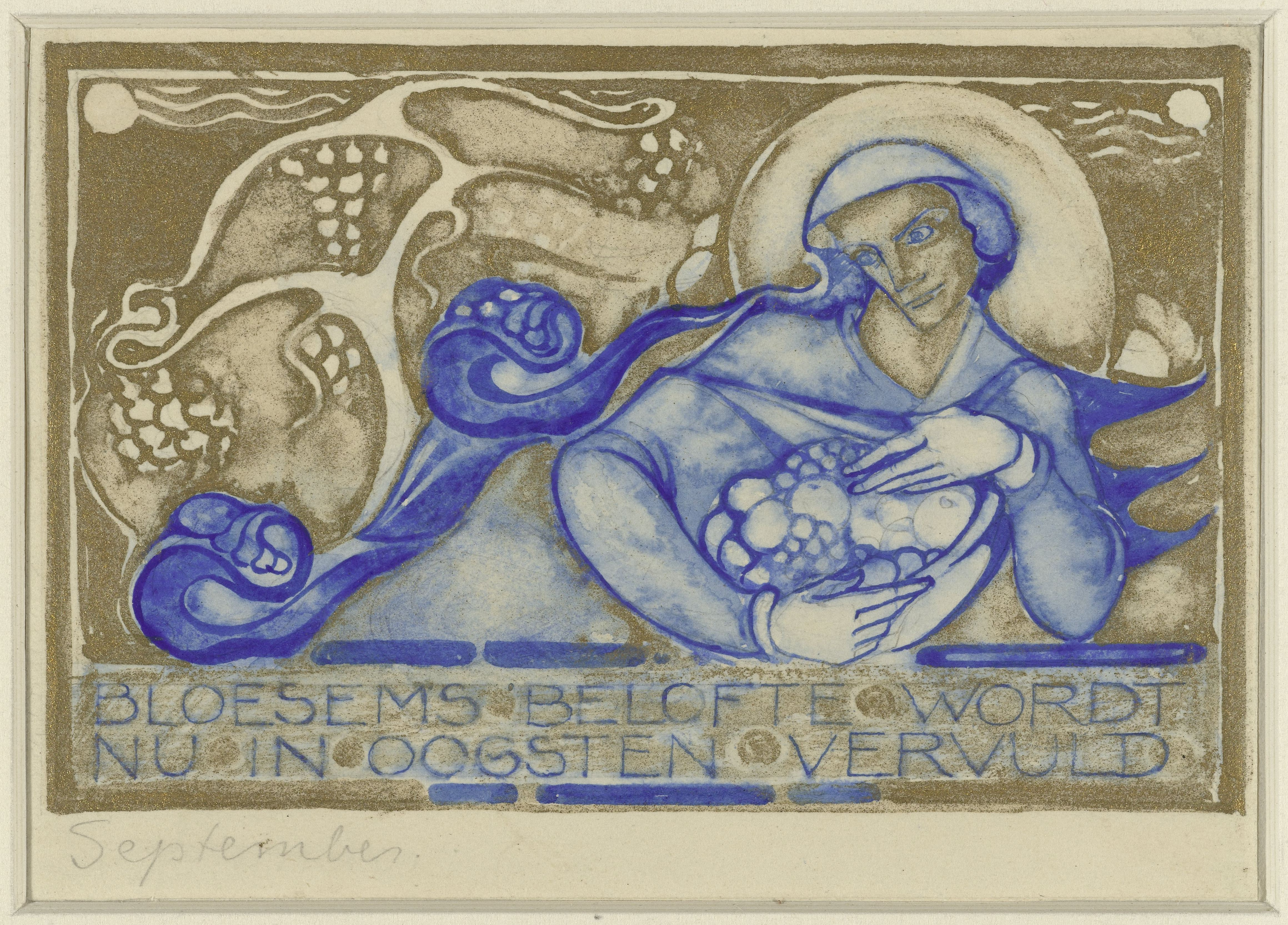
Kalenderblad september, tekening, 1930-1931
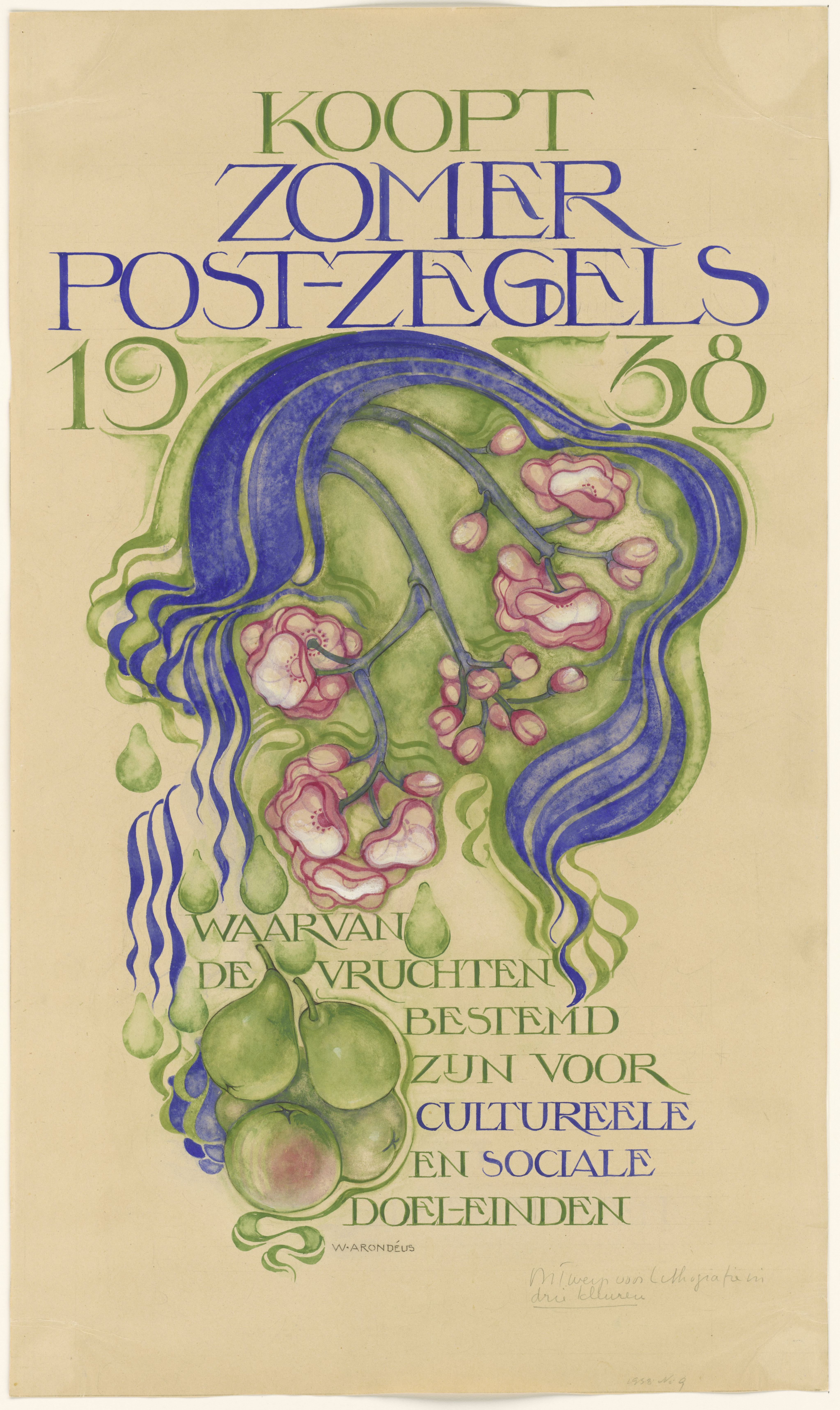
Ontwerp voor een affiche, 1938
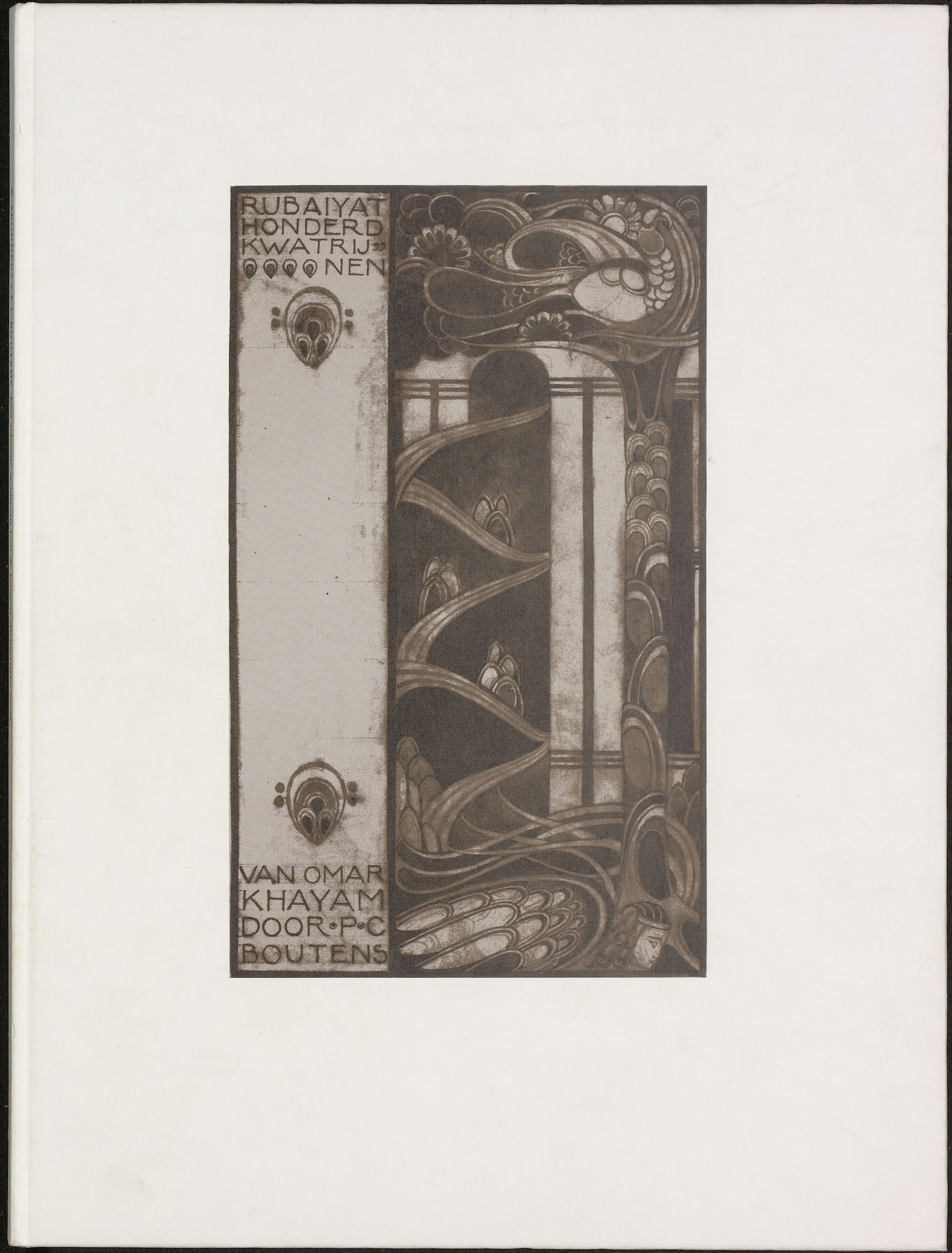
Boekomslag van Rubayat Honderd kwatrijnen. vertaling P.C. Boutens

## Willem Arondéuslezing
Op 17 december 2004 besloten Provinciale Staten van Noord-Holland de Willem Arondéuslezing te organiseren, een jaarlijkse themalezing met een aansluitend debat, als blijvend eerbetoon en herinnering aan Arondéus. Het initiatief daartoe werd genomen door de Statenleden Meino Schraal (CDA) en Klaas Breunissen (GroenLinks). Door middel van de lezing en het debat wordt aan burgers en politici een podium geboden om vrij, desnoods controversieel, van gedachten te wisselen over actuele en voor de provincie relevante maatschappelijke thema's.

## Boeken
- Het Uilenhuis, roman, 1938
- In de Bloeiende Ramenas, roman, 1939
- Matthijs Maris. De tragiek van den droom, biografie, 1939
- Figuren en problemen der monumentale schilderkunst in Nederland, 1941
- Schilderkunstige avonturen. Leven en werken van Giorgio Vasari, Amsterdam, 1946
- Afzijdige Strofen, twintig homo-erotische gedichten, postuum uitgegeven in 2001, geschreven op Urk, 1922

Hij maakte ook enige boekbandontwerpen en stofomslagen bij zijn eigen boeken. Er zijn ook tien ex libris van zijn hand bekend.

## Over Arondéus
- Na het feest, zonder afscheid – televisiedocumentaire van Toni Boumans, mogelijk gemaakt door de VARA en Provincie Noord-Holland. 1990. Eervolle vermelding van de Nipkowjury.
- Het leven van Willem Arondéus – een documentaire. Biografie door Rudi van Dantzig, Arbeiderspers, 446 bladzijden, 2003
- De Collectie Arondéus bevindt zich in het Letterkundig Museum te Den Haag[bron?]
- Marco Entrop: Onbekwaam in het compromis. Willem Arondéus, kunstenaar en verzetsstrijder (De Nieuwe Engelbewaarder 2; Amsterdam, 1993)